# Trzeboś-Podlas
Trzeboś-Podlas – wieś w Polsce położona w województwie podkarpackim, w powiecie rzeszowskim, w gminie Sokołów Małopolski.
| SIMC    | Nazwa    | Rodzaj    |
| ------- | -------- | --------- |
| 0661581 | Mościny  | część wsi |
| 0661598 | Podlesie | część wsi |

Trzeboś-Podlas czasem traktowana jest jak część Trzebosi, np. w systemie numeracji szkół podstawowych szkoła podstawowa w Trzebosi-Podlasie (imienia Św. Stanisława Kostki) jest określana jako Szkoła Podstawowa nr 2 w Trzebosi
W latach 1945–1975 miejscowość administracyjnie należała do tzw. dużego województwa rzeszowskiego, a w latach 1975–1998 do tzw. małego województwa rzeszowskiego. W czasie reformy administracyjnej z przełomu lat 1998/1999 wieś nie wróciła do powiatu kolbuszowskiego, lecz została włączona do powiatu rzeszowskiego.